# Górajek (Chycza)
Górajek – przysiółek wsi Chycza w Polsce, położony w województwie świętokrzyskim, w powiecie włoszczowskim, w gminie Radków.
Przysiółek należy do sołectwa Chycza.
W latach 1975–1998 przysiółek administracyjnie należał do województwa częstochowskiego.